# 694 pr. n. št.

## Smrti
- Ašur-nadin-šumi, Kralj Babilonije (* ni znano)